# دانتي هندرسون
دانتي هندرسون (بالإنجليزية: Dante Henderson)‏ هو مغن مؤلف أمريكي، ولد في 1969 في كانساس سيتي في الولايات المتحدة.

## وصلات خارجية
- دانتي هندرسون على موقع IMDb (الإنجليزية)
- دانتي هندرسون على موقع قاعدة بيانات الفيلم (الإنجليزية)